# Giuseppe Serra
Giuseppe Serra, detto Pinuccio (Sinnai, 21 maggio 1934 – Cagliari, 31 ottobre 2008), è stato un politico italiano.

## Biografia
Dopo avere conseguito il diploma di scuola media superiore, è divenuto funzionario dell'ERSAT.
Militante della DC, ha aderito alla corrente morotea, della quale è stato uno dei fondatori in Sardegna insieme a Pietrino Soddu e a Paolo Dettori, e della quale è stato segretario regionale in Sardegna e consigliere nazionale.
È stato sindaco del suo paese natale dal 1960 al 1964 e nel 1965 è passato al Consiglio Regionale della Sardegna del quale ha fatto parte fino al 1990, quando si è dimesso per assumere la carica di deputato della repubblica, subentrando al dimissionario Felice Contu.
Nel 1992, è stato rieletto deputato nelle liste della DC con 24.437 voti.
Alla Camera ha fatto parte delle commissioni Industria e Commercio e Affari Costituzionali, e della Commissione speciale per la riforma dell'immunità parlamentare.
Nella sua carriera politica in Consiglio Regionale, è stato presidente del gruppo consiliare DC, vicepresidente del Consiglio Regionale per ben due volte, nella VII legislatura e nella IX legislatura, e delle commissioni permanenti Industria e Bilancio.
Ha ricoperto più volte la carica di assessore regionale.
È stato assessore del Turismo, Spettacolo e Sport dal gennaio 1971 all'Ottobre 1972 (giunte Giagu De Martini I e Spano), assessore degli Enti Locali, Ecologia e Urbanistica dal dicembre del 1973 al giugno 1974 (giunta Del Rio III) e infine assessore del Lavoro, Formazione professionale, Cooperazione e Sicurezza sociale dal novembre del 1978 al giugno 1979.